# Pieve di Santa Mustiola a Quarto
La pieve di Santa Mustiola a Quarto è una chiesa di Arezzo che si trova in località Pieve a Quarto.
Sorta probabilmente nel V secolo come chiesa battesimale, risulta menzionata nel 955. La prima ricostruzione risale al VII-VIII secolo. La forma basilicale con tre navate (oggi rimaneggiate e ridotte) e tre absidi semicircolari fu realizzata in epoca romanica. Le due absidi laterali sono andate perdute. La parte più antica è l'abside esterna, che un tempo era quella centrale. Nella curvatura si aprono due monofore, mentre al centro è un grande occhio con conci alterni di arenaria e travertino di tipo gotico. L'abside di sinistra è stata sostituita dal campanile costruito nel 1866. La facciata è novecentesca. Il nome Quarto deriva dall'agglomerato romano posto alla quarta pietra miliare della via consolare Cassia Vetus o Clodia. La pieve ha avuto, dall'8 al 16 novembre 2008, l'importante presenza del corpo di santa Mustiola V.M., traslata dal duomo di Chiusi (Si).